# Rineloricaria nigricauda
Rineloricaria nigricauda es una especie de peces de la familia Loricariidae en el orden de los Siluriformes.

## Morfología
Los machos pueden llegar alcanzar los 6,5 cm de longitud total.

## Distribución geográfica
Se encuentran en Sudamérica, en los arroyos costeros del estado de Río de Janeiro, Brasil.